# Ship Arriving Too Late to Save a Drowning Witch

Das Cover der Platte zeigt ein Drudel, in dem sich auch die angeschnittenen Buchstaben Z und A aus ZAPPA erkennen lassen.

Ship Arriving Too Late to Save a Drowning Witch (dt. Schiff kommt zu spät, um eine ertrinkende Hexe zu retten) ist ein Rockalbum von Frank Zappa, das 1982 als Schallplatte erschien. Die Single-Auskopplung Valley Girl, auf der Zappas Tochter Moon den Slang der Jugendlichen im San Fernando Valley im Norden von Los Angeles (Valleyspeak) nachahmt, wurde ein großer Erfolg. Der vorgestellte Slang oder Dialekt des San Fernando Valley hatte über dieses Lied nachhaltige Auswirkungen auf das Englisch zumindest in Südkalifornien.

## Titelliste
Seite 1
1. No Not Now – 5:50
2. Valley Girl – 4:49
3. I Come From Nowhere – 6:20

Seite 2
1. Drowning Witch – 12:03
2. Envelopes – 2:45
3. Teen-Age Prostitute – 2:48

## Rezeption
Das Album erreichte in den Billboard Charts Platz 23, die Single-Auskopplung Valley Girl wurde häufig im Radio gespielt und verkaufte sich gut. Kelly Fisher Lowe hebt hervor, dass die anderen Stücke des Albums „gut produziert, gut gespielt und äußerst herausfordernd“ seien.